# Vostok 6
För andra betydelser, se Vostok (olika betydelser).
Vostok 6 (ryska: Восток-6) var en rysk rymdkapsel av typen Vostok 3KA som sköts upp 16 juni 1963 från kosmodromen i Bajkonur. Rymdflygningen varade i 2 dagar, 22 timmar och 50 minuter. Kosmonauten var Valentina Teresjkova som därmed blev den första kvinnan i rymden.

## Flygningen
Rymdfarkosten sköts upp den 16 juni 1963. Medan Vostok 5 hade försenats på grund av tekniska problem, gick uppskjutningen av Vostok 6 perfekt.
2004 avslöjades att Vostok 6 sedan fått problem, som hållits hemliga, som gällde återinträdet i jordens atmosfär.
Farkosten landande väster om Bayevo i Altaj-regionen den 19 juni efter 48 varv runt jorden och drygt 70 timmars färd. Vostok 6 blev den sista flygningen i Vostokprogrammet.

## Den första kvinnan i rymden
Vostok 6s bana hade vinkeln 65° mot ekvatorn, varierade höjd från 184 till 233 km och hade omloppstiden 88,3 minuter. Banan stämde väl överens med banan för Valerij Bykovskijs Vostok 5s och kort efter att Vostok 6 gått in i omloppsbana ”passerade de båda farkosterna varandra på kort avstånd."
De båda kosmonauterna talade med varandra för första gången omkring kl 13:00 och Moskvas televisionsstation sände en timme senare de första bilderna från Vostok 6. De visade Teresjkova klädd i rymddräkt och hjälm, samtalande med markstationen via radio. Hon lugn och leende och rapporterade att hon befann sig väl.
Avståndet mellan de två rymdfarkosterna varierade under flygningen från fem till flera hundra kilometer. Kommunikationen mellan farkosterna upprätthölls hela tiden. Teresjkova berättade att samtalen på kortvåg fick henne att känna att hon och Bykovskij befann sig i samma rum.
Efter flygningen gav Teresjkova sina intryck vid en presskonferens:
| ” | Uppgifterna under flygningen innebar bland annat arbete med diverse utrustning i kabinen och försörjningssystemet och radiosändning. Jag skrev ner observationer i en loggbok, spelade in på band och filmade. Jag tålde tyngdlösheten bra och anpassade mig snabbt. Visst var det ganska egendomligt att sova med händerna svävande i luften, men jag kom ihåg German Titovs erfarenhet och stoppade in mina händer i selen medan jag sov. | „ |

Med allt längre till i rymden vidtogs extra säkerhetsåtgärder för att kosmonauterna inte skulle utsättas för onödiga faror. Exempelvis observerades inför Vostok 5 och Vostok 6 rymdfärder solaktiviteten noga före flygningen. Med hjälp av geofysiska sondraketer studerades ett snitt av den övre atmosfären, vilket gjorde det möjligt att få säkrare uppgifter om strålningsintensiteten i varje givet ögonblick. Väsentliga förbättringar gjorde i sondernas försörjningssystem, för att ge kosmonauterna större bekvämlighet, vilket förbättrade möjligheterna att genomföra vetenskapliga experiment. Dessa innefattade observationer av stjärnorna, solfotografering och fotografering av jorden vid soluppgång och solnedgång. Strålningsnivån under rymdfärden övervakades med hjälp av dosmätare. Teresjkovas totala strålningsdos var 25 millirad och hennes puls låg mellan 58 och 84. Andningen
varierade mellan 16 och 22.
Enligt officiella talesmän skulle Teresjkovas flygning fortgå i 24 timmar. Men eftersom hennes kondition var så tillfredsställande beslöt man att låta henne fortsätta i 3 dygn. Hennes rymdflygning pågick i 71 timmar och 48 varv runt jorden. Den totala sträckan som tillryggalades var 1 970 990 km.
Vid nedfärden hade rymdkapselns hastighet minskat till 800 km/h på 7 kilometers höjd, varvid katapultstolen sköts ut på 6 500 meters höjd. Teresjkova tog mark två timmar före Bykovskij.
Den medicinska undersökning som följde visade att Teresjkova, precis som en hel del
av hennes kosmonautkamrater, fick vissa störningar i blodtrycket, ämnesomsättningen och i nervsystemets reaktioner. Dessa effekter uppgavs ha försvunnit efter 15 dygn.